# مارتین رادبل
مارتین رادبل (به انگلیسی: Martin Rodbell) ‏ (۱ دسامبر ۱۹۲۵-۷ دسامبر ۱۹۹۸) زیست‌شیمی‌دان و کارشناس غدد مولکولی اهل ایالات متحده آمریکا بود که بیشتر به‌خاطر کشف جی‌پروتئین شناخته می‌شود. وی در سال ۱۹۹۴ به‌خاطر کشف جی‌پروتئین و نقش این پروتئین‌ها در انتقال سیگنال در سلول‌ها به همراه آلفرد جی. گیلمان برنده جایزه نوبل فیزیولوژی و پزشکی شد.